# Mimas (djur)
Mimas är ett släkte av fjärilar som beskrevs av Jacob Hübner 1819. Mimas ingår i familjen svärmare.

## Dottertaxa tillMimas, i alfabetisk ordning[1][2]
- Mimas alni
- Mimas bimaculata
- Mimas bimarginalis
- Mimas bipunctata
- Mimas brunnea
- Mimas brunnea-centripuncta
- Mimas brunnea-costipuncta
- Mimas brunnea-marginepuncta
- Mimas brunnea-obsoleta
- Mimas brunnea-transversa
- Mimas brunnescens
- Mimas centripuncta
- Mimas christophi
- Mimas costipuncta
- Mimas diluta
- Mimas excessiva
- Mimas extincta
- Mimas griseothoracea
- Mimas immaculata
- Mimas lutescens
- Mimas maculata
- Mimas marginalis
- Mimas margine-puncta
- Mimas montana
- Mimas obsoleta
- Mimas pallida
- Mimas pallida-centripuncta
- Mimas pallida-costipunctata
- Mimas pallida-maculata
- Mimas pallida-marginepuncta
- Mimas pallida-obsoleta
- Mimas pallida-transversa
- Mimas pechmanni
- Mimas postobscura
- Mimas pseudobipunctata
- Mimas pseudo-trimaculata
- Mimas roseotincta
- Mimas rubra
- Mimas semicentripuncta
- Mimas semiobsoleta
- Mimas suffusa
- Mimas tiliae
- Mimas tilioides
- Mimas trimaculata
- Mimas typica-punctata
- Mimas ulmi
- Mimas virescens
- Mimas virescens-bipunctata
- Mimas virescens-centripuncta
- Mimas virescens-maculata
- Mimas virescens-marginepuncta
- Mimas virescens-obsoleta
- Mimas virescens-transversa
- Mimas virescens-costipuncta
- Mimas viridis
- Mimas vitrina

## Bildgalleri

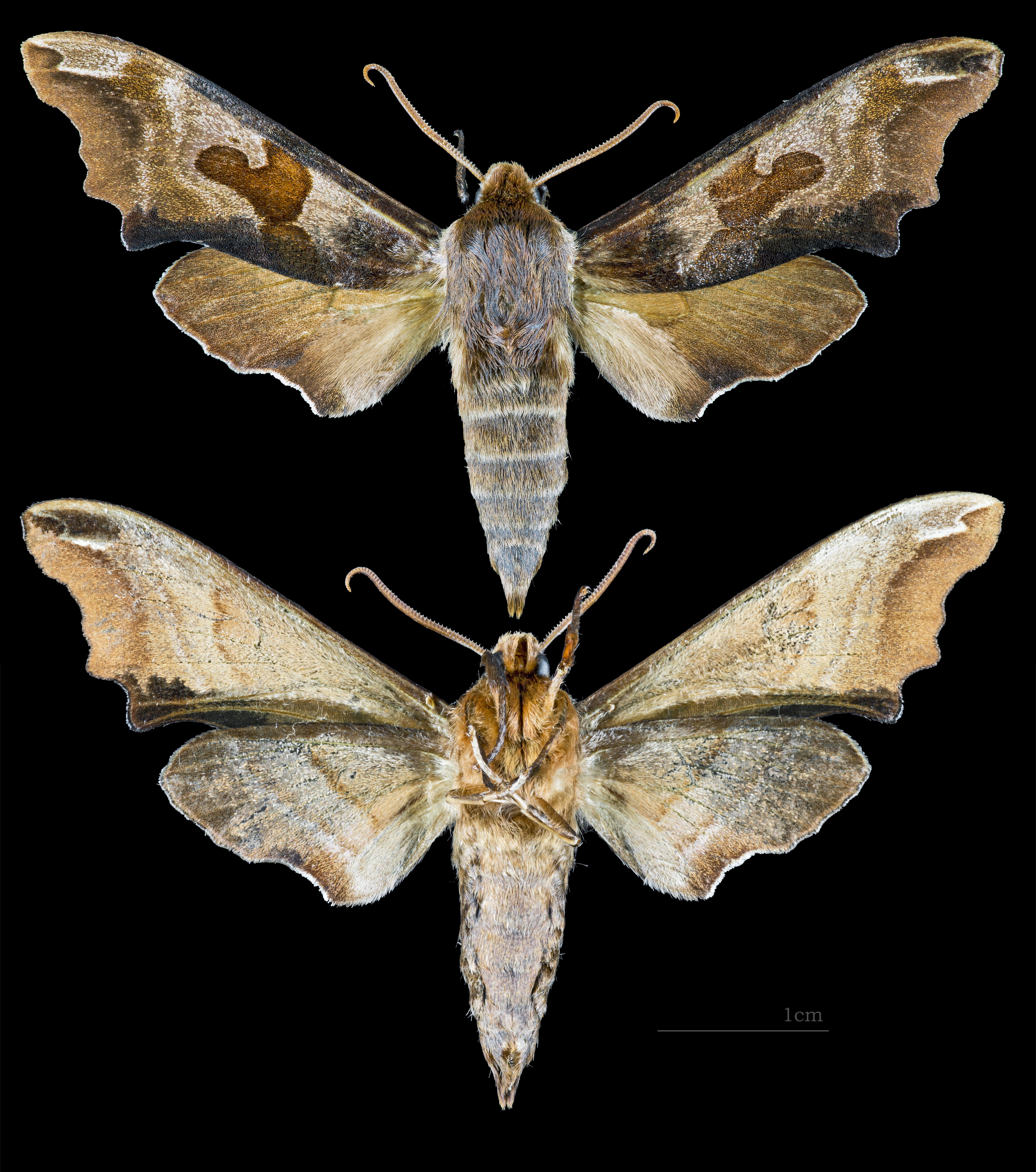
Mimas christophi
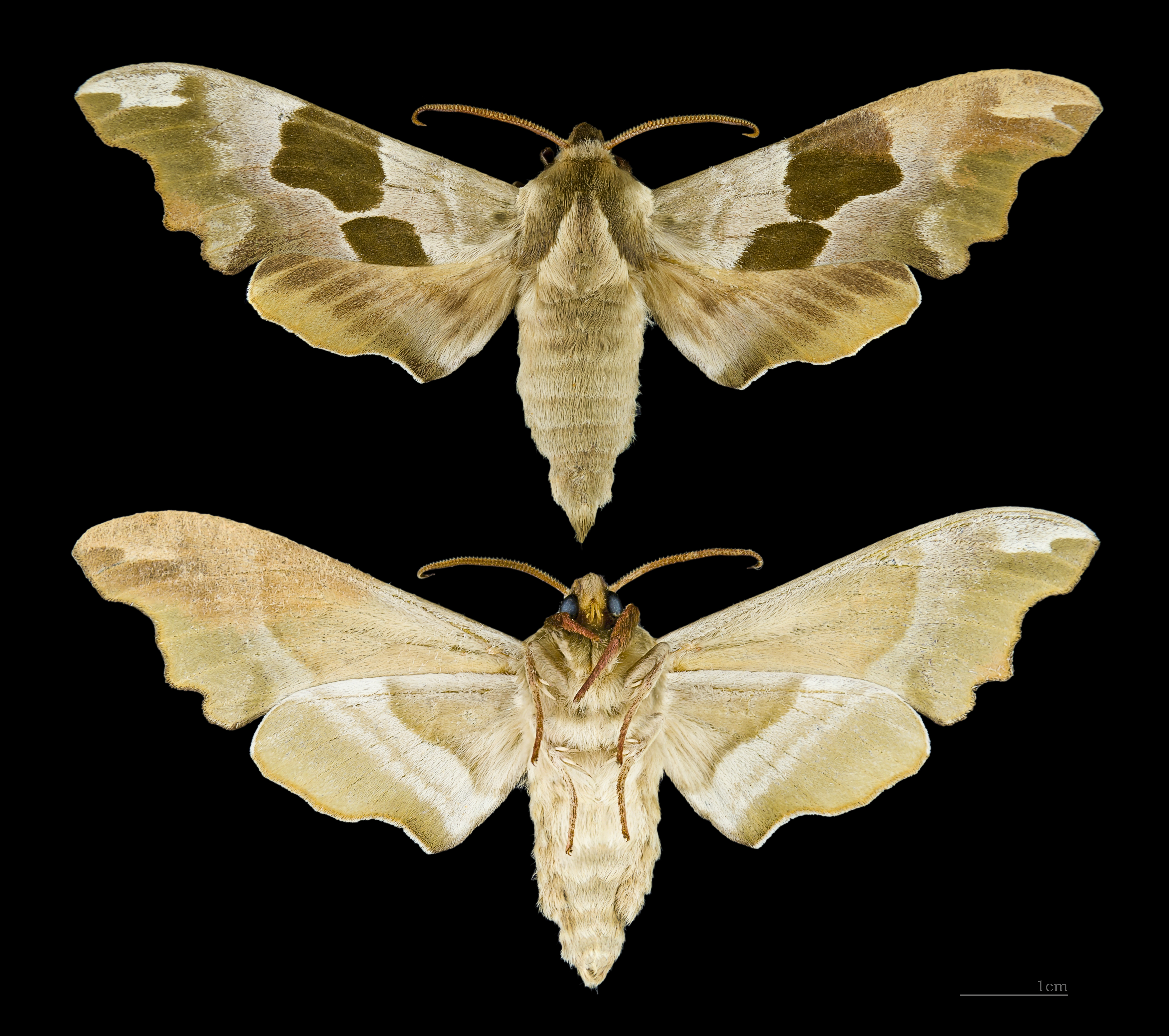
Mimas tiliae